# Dongguan Gymnasium
Dongguan Gymnasium (chiń. 东莞体育馆) – hala widowiskowo-sportowa w Dongguan, w Chinach. Została ukończona w 1994 roku. Może pomieścić 4000 widzów. Znajduje się w pobliżu Dongguan Stadium.
Budowa hali rozpoczęła się 26 września 1992 roku i zakończyła 15 października 1994 roku. Od 1995 roku w hali swoje spotkania rozgrywała drużyna koszykówki Guangdong Southern Tigers, występująca w rozgrywkach CBA. W 2014 roku zespół ten przeniósł się na nowo wybudowany Dongguan Basketball Centre. W okresie gry na Dongguan Gymnasium koszykarze Guangdong Southern Tigers ośmiokrotnie zdobyli tytuły mistrzów kraju. W 2010 roku w hali odbyły się zawody w podnoszeniu ciężarów w ramach Igrzysk Azjatyckich 2010.